# Machaeropteris baloghi
Machaeropteris baloghi är en fjärilsart som beskrevs av László Anthony Gozmány. Machaeropteris baloghi ingår i släktet Machaeropteris och familjen äkta malar. Inga underarter finns listade i Catalogue of Life.